# تشيوكيبو مسووويا
تشيوكيبو مسووويا (بالإنجليزية: Chiukepo Msowoya)‏ (مواليد 23 سبتمبر 1988 في كارونغا) لاعب كرة قدم ملاوي دولي يجيد اللعب في خط الهجوم . يلعب حاليا لصالح نادي أورلاندو بيراتس الجنوب الأفريقي منذ 2010 .

## روابط خارجية
- تشيوكيبو مسووويا على موقع الاتحاد الدولي (مؤرشف)  (الإنجليزية)
- تشيوكيبو مسووويا على موقع قاعدة بيانات كرة القدم.إي يو (الإنجليزية)
- تشيوكيبو مسووويا على موقع ناشيونال فوتبول تيمز (الإنجليزية)
- تشيوكيبو مسووويا على موقع عالم كرة القدم.نت (الإنجليزية)
- تشيوكيبو مسووويا على موقع كووورة